# 1474
1474. је била проста година.

## Смрти

### Август
- 27. август — Махмуд-паша Анђеловић, турски државник, војсковођа, песник и велики везир српског порекла.